# ギジェルモ・バルガス
ギジェルモ・アバクク・バルガス（Guillermo Habacuc Vargas、1975年9月18日-）は、コスタリカ出身の美術家。男性。「アバクク(Habacuc)」とは、通称であり、旧約聖書の預言者ハバククから取られている。

## 作品
- 「eres lo que lees（何をよみとるかであなたが決まる）」

2007年8月、ニカラグアで行われたビエンナーレ(la Bienal Centroamericana Nicaragua 2007)において発表された。
野良犬を鎖につないで、餌を与えず3日間展示し、衰弱していく様子を見せるという作品である。同時にサンディニスタの歌を逆再生で流し、マリファナを焚いた。
この作品は、ナティビダ・カンダ（Natividad Canda）というニカラグアの男性へ捧げられた。この男性は、2005年11月、ある倉庫へ無断で侵入し、番犬2頭に噛み殺された。この事件に対し世間はこの男性が殺された後に初めて同情したが、バルガスはこのことを批判し「普段路上で餓死してゆく犬に対しては見ぬふりをするのに、展示場でそれを見せ付けられるととたんに同情する人々の偽善」を顕にした。

## 今後の活動
「eres lo que lees」によって、ホンジュラスで行われる「ホンジュラス中央アメリカ・ビエンナーレ2008」に参加する権利を与えられた。

## 批判
主にインターネット上で、「動物虐待だ」として、ホンジュラス中央アメリカ・ビエンナーレへの参加の取り止めを求める署名が展開されている。